# Alex Harvey (Schots muzikant)
Alex Harvey (Glasgow, 5 februari 1935 - Zeebrugge (België), 4 februari 1982) was een Schots singer-songwriter en gitarist. In 1972 richtte hij de Sensational Alex Harvey Band op.

## Biografie
Alex Harvey werd geboren in Gorbals, een wijk in Glasgow waar destijds veel armoede heerste. Op zijn vijftiende ging hij van school om te kunnen werken. Hij trad in 1954 voor het eerst op, als trompettist bij een bruiloft. Op twintigjarige leeftijd speelde hij in een skiffleband, die zich van 1955 tot 1959 ontwikkelde tot de Alex Harvey Big Soul Band. Harvey verzorgde met deze band voorprogramma's voor onder anderen Eddie Cochran, Little Richard en Gene Vincent.
In de jaren zestig vertrok Harvey met de band naar Hamburg, waar hij zijn eerste plaat opnam. Deze rock-'n-rollplaat, met de titel Alex Harvey and His Soul Band, werd in het najaar van 1963 opgenomen. In tegenstelling tot wat de titel doet vermoeden, is op dit album de band niet te horen. Harvey werd namelijk begeleid door de uit Liverpool afkomstige groep The Dominoes, de band van Kingsize Taylor.
Na een verhuizing naar Londen, verscheen in februari 1964 het soloalbum The Blues. Hiervoor werkte hij samen met zijn broer, Leslie Harvey. In 1965 ging de band uiteen en twee jaar later richtte Harvey de psychedelische-rockband Giant Moth op. Na twee geflopte singles, "Maybe Someday" en "Midnight Moses", beide uitgegeven door Decca Records, kwam ook dit project weer ten einde.
Harvey speelde in 1969 in het huisorkest van de musical Hair. In datzelfde jaar verscheen het album Roman Wall Blues, met een cover van "Jumping Jack Flash" en het Hair-nummer "Donna". In 1972 sloot hij zich aan bij de progressieve-rockband Tear Gas, die indertijd bestond uit gitarist Zal Cleminson, toetsenist Hugh McKenna, percussionist Ted McKenna en bassist Chris Glenn. Deze band werd al gauw omgedoopt tot The Sensational Alex Harvey Band (ook wel SAHB genoemd) en de muzikale focus verschoof naar glamrock. In de hieropvolgende jaren ontwikkelde Harvey een alter ego voor op het podium, genaamd Vambo, dat ook fungeerde als onderwerp van enkele SAHB-liedjes. Zo zingt Harvey in 1975 in het gelijknamige nummer over zijn heldendaden als Vambo: "Vambo comin' to the rescue. Vambo Vambo, he save child".
Tussen 1972 en '77 bracht Harvey met zijn groep acht albums uit, waaronder één livealbum. In het begin toerde SAHB met Slade door Groot-Brittannië. Een jaar na de oprichting, in 1973, was de band te gast bij The Old Grey Whistle Test, een muziekprogramma van de BBC. De Britse schrijver Michael Heatley beschreef hun muziek als 'theatrale hardrock'. Het album The Impossible Dream vormde in 1974 de commerciële doorbraak van de Sensational Alex Harvey Band. Het succes kon echter niet verhoeden dat de groep er omstreeks 1978 mee stopte. In 1977 nam SAHB zonder Harvey een album op, genaamd Fourplay, terwijl Harvey een plaat uitbracht met interviews over het monster van Loch Ness. Na in 1978 samen Rock Drill opgenomen te hebben, ging de band definitief uit elkaar. Chris Glenn en de broers McKenna zouden tot in de jaren negentig Deep Purple-zanger Ian Gillan begeleiden. Harvey vormde een nieuwe band: The New Band, met wie hij in 1979 The Mafia Stole My Guitar uitbracht.
In 1982 stortte Harvey, op de terugreis na een tournee door Vlaanderen, in het Belgische Zeebrugge in. Tijdens het wachten op de ferry om weer naar Engeland terug te keren kreeg hij een hartaanval. Hij stierf op weg naar het ziekenhuis na een tweede fatale hartaanval. Alex Harvey werd 46 jaar oud. Kort na zijn overlijden werd zijn laatste plaat uitgebracht: Soldier on the Wall. De laatste opnames voor dit album vonden in januari 1982 plaats.

## Privé
Alex Harvey had nog een jongere broer, gitarist Les Harvey. Harvey was op het moment van z'n overlijden met zijn tweede vrouw getrouwd. Hij heeft drie kinderen.

## Discografie
| Alex Harvey                      | Alex Harvey                   | Alex Harvey      |
| Jaar0                            | Titel                         | Platenlabel      |
| -------------------------------- | ----------------------------- | ---------------- |
| 1963                             | Alex Harvey and His Soul Band | Polydor          |
| 1964                             | The Blues                     | Polydor          |
| The Sensational Alex Harvey Band |                               |                  |
| Jaar0                            | Titel                         | Platenlabel      |
| 1972                             | Framed                        | Vertigo          |
| 1973                             | Next...                       | idem             |
| 1974                             | The Impossible Dream          | idem             |
| 1975                             | Tomorrow Belongs to Me        | idem             |
| 1975                             | Live                          | idem             |
| 1976                             | SAHB Stories                  | Mountain Records |
| 1976                             | The Penthouse Tapes           | Vertigo          |
| 1978                             | Rock Drill                    | Mountain Records |
| Alex Harvey en The New Band      |                               |                  |
| Jaar0                            | Titel                         | Platenlabel      |
| 1979                             | The Mafia Stole My Guitar     | Edsel Rec.       |
| Alex Harvey                      |                               |                  |
| Jaar0                            | Titel                         | Platenlabel      |
| 1982                             | Soldier on the Wall           | ?                |